# 邊蔚
边蔚（885年—955年12月11日），字得升，五代十国后唐、后晋、后汉、后周官员，长安人，其父定居华州郑县。
他的祖父边颉，官至石泉县令；父亲边操，华州下邽县令，赠太子少师。边蔚幼年丧父，笃学，在乡里每誉，被征召为从事，历任晋州、陕州、华州。唐庄宗伐前蜀，大军出于华州，华州缺员，边蔚为记室，庄宗令他权领军府事，供应军储，有干练之称。唐明宗入洛阳，派遣李冲下诏关中，尽诛宦官。李冲为人苛刻，华州有被宦官连累的人，李冲也想全杀，边蔚保全了很多人。毛璋镇守邠宁，奏边蔚为判官。毛璋为麾下蛊惑，有跋扈之意。边蔚从中劝说，毛璋于是派遣其子入贡。朝廷赐边蔚金鱼符、紫袍，改任许州军事判官。后晋天福初年，自泾州军事判官，入朝担任虞部员外郎、盐铁判官，历开封、广晋少尹。晋出帝嗣位，担任左散騎常侍，判廣晉府事，转任工部左右侍郎，再知开封府事。开运初年，出任亳州防御使，与政绩，被百姓感念。一年后，入朝为户部侍郎。后汉初年，拜为御史中丞，转任兵部侍郎。郭威建立后周，再次担任知开封府事，转任太常卿，后以脚病辞位。显德二年十月廿五己丑日（955年12月11日），在家中去世，时年七十一岁。其子边玕、边珝，在宋朝为省郎。